# Betonowy las
Betonowy las – piosenka i singel pochodzący z debiutanckiego albumu The Dumplings pt. No Bad Days, wydany pod koniec 2014 roku. Do promocji wybrano remiks w wykonaniu duetu warszawskich didżejów o nazwie Ptaki, oprócz singla dostępny na składance „Don’t Panic We’re From Poland 2.0”. To drugi singel radiowy, a trzeci pochodzący z albumu (po "Mewach" i "Technicolor Yawn").

## Lista utworów
| 1. | "Betonowy las" (Ptaki remix) | 6:11  |
|    |                              |       |
|    |                              | 06:11 |
|    |                              |       |

## Notowania
- "Przebój roku 2014" według słuchaczy radia Tok FM: 6. miejsce[4]
- Lista Przebojów Radia Merkury: 8[5]
- Uwuemka: 45[6]

## Teledysk
Został opublikowany 19 stycznia 2015 w serwisie YouTube. Autorem scenariusza i reżyserem wideoklipu jest Arkadiusz Nowakowski.